# روبين روثافا
روبين روثافا كويتو (بالإسبانية: Rubén Ruzafa)‏ (بالإسبانية: Rubén Ruzafa Cueto، ولد في 9 سبتمبر 1984، بلنسية، إسبانيا) دراج ورياضي ترياثلون إسباني.
حصل على الميدالية الذهبية في بطولة العالم للدراجات الهوائية الجبلية عام 2005، كما فاز ببطولة العالم للترايثلون الرملي عام 2008.

## إنجازاته

### الدراجات الهوائية
- بطولة العالم للدراجات الهوائية الجبلية
  - 2005 ليفينيو  إيطاليا:  ميدالية ذهبية في سباق التتابع (Team Cross-country).

### الترايثلون
- بطولة العالم للترايثلون الرملي (XTERRA Triathlon)
  - 2008 جزيرة ماوي  الولايات المتحدة:  ميدالية ذهبية في بطولة العالم للترايثلون الرملي.
- بطولة أوروبا للترايثلون الريفي (Cross Triathlon)
  - 2009 سردينيا  إيطاليا:  ميدالية فضية في سباق الترايثلون الريفي (Cross Triathlon).

## روابط خارجية
- روبين روثافا على موقع أرشيف الدراجات (الإنجليزية)
- روبين روثافا على موقع اتحاد الترياتلون الدولي (الإنجليزية)